# Jean-Luc Revol
Pour les articles homonymes, voir Revol.
Jean-Luc Revol né le 10 mai 1960 à Nevers est un comédien et metteur en scène français.
Membre de la Ligue d'improvisation française depuis 1990, il est professeur au Cours Florent, aux Ateliers du Sudden et à l'ECM (École de comédie musicale). Il mène une double carrière de metteur en scène et de comédien. Après avoir été artiste associé à la Maison de la culture de Nevers, il en est actuellement le directeur depuis le 1er juillet 2016.

## Théâtre

### Comédien
- 1985 : Renart-clip 85, d'après le Roman de Renart, mis en scène par Serge Font-Solé - Maison de la Culture de Nevers - Tournée
- 1989 : Dans la nuit, la liberté, mis en scène par Robert Hossein - Palais des sports de Paris
- 1990 : Le petit-maître corrigé, de Marivaux, mis en scène par Jean-Luc Revol – ECAM – Kremlin-Bicêtre - Théâtre de Nevers
- 1991 : Théâtre de foire, d'Alain-René Lesage, mis en scène par Jean-luc Revol - Tournée dans la Nièvre et en Bourgogne
- 1992 : La Revue, comédie musicale genevoise de Pierre Naftule – Petit Casino – Genève
- 1992 : La princesse d'Elide de Molière, mis en scène par Jean-Luc Revol - Création cour du Musée à Nevers - Festival d'Avignon - Tournée
- 1993 : Le barbier de Séville, de Beaumarchais, mis en scène par Jacques Fabbri – Orléans
- 1993 : Le plus heureux des trois d'Eugène Labiche, mis en scène par Jean-Luc Revol – ECAM Kremlin-Bicêtre - Théâtre de Nevers - Tournée
- 1994 : La Locandiera de Carlo Goldoni, mis en scène par Christophe Lidon – Théâtre du Lucernaire – Paris
- 1994 : Le Bétrou de Julien Torma, mis en scène par Olivier Breitman – ECAM – Kremlin-Bicêtre
- 1994 : Le Singe égal du ciel de Frédérick Tristan, mis en scène par Gil Galliot – Orléans
- 1994 : L'heureux stratagème de Marivaux, mis en scène par Jean-Luc Revol -Création au Théâtre de Nevers -Festival d'Avignon - Étoile du Nord - Comédie des Champs-Élysées – Paris - Tournée
- 1995-1996 : Les heures blêmes d'après Dorothy Parker, mis en scène par Jean-Luc Revol - Création au théâtre de Nevers – Étoile du Nord – Paris
- 1997-1998 : La Tempête de William Shakespeare, mis en scène par Jean-Luc Revol – Théâtre National de la Criée – Marseille - Tournée
- 1999-2000 : Les 30 millions de Gladiator, d'Eugène Labiche, mis en scène par Jean-Luc Revol - Théâtre de la Madeleine - Théâtre National de Marseille La Criée - MCNN Nevers - Tournée.
- 2002 : Visiteurs de Botho Strauss, mis en scène par Jean-Luc Revol – Étoile du Nord – Paris - MCNN Nevers
- 2003-2004 : La fameuse invasion de la Sicile par les ours d'après Dino Buzzati, mis en scène par Jean-Luc Revol - Étoile du Nord/Paris - Tournée.
- 2003-2004 : Landru et fantaisies de Christian Siméon, mis en scène par Jean Macqueron – Étoile du Nord - Paris - Tournée.
- 2005 : Richard III de William Shakespeare, mis en scène par Philippe Calvario – Théâtre des Amandiers – Nanterre - Tournée.
- 1995-2009 : Le Cercle des menteurs de et mis en scène par Christian Sinniger – Espace Jemmapes - Bataclan - Palais des glaces - Comédie Bastille – Paris
- 2006 : L'amour des trois oranges de Serge Prokofiev, mis en scène par Philippe Calvario – Opéra Real – Madrid
- 2007 : Le Cabaret des hommes perdus musique de Patrick Laviosa, mis en scène par Jean-Luc Revol – Théâtre du Rond-Point - Pépinière Opéra - Paris
- 2009 : L'inspecteur Whaff de Tom Stoppard, mis en scène par Jean-Luc Revol – Théâtre Tristan Bernard – Paris - Maison de la Culture de Nevers - Tournée.
- 2011 : Hamlet de William Shakespeare, mis en scène par Jean-Luc Revol – Fêtes Nocturnes de Grignan - Tournée.
- 2012-2016 : Les 2 G, artistes de Music-hall, de et avec Denis d'Arcangelo et Jean-Luc Revol, mis en scène par Agnès Boury – Festival d'Avignon - Tournée - Théâtre du Petit Saint-Martin – Paris
- 2015 : Les 2G, and guests, avec Amanda Lear, Juliette, Caroline Loeb, Nicole Croisille, Denis D'Arcangelo et Jean-luc Revol – 20ème Théâtre - Maison de la Culture de Nevers.
- 2022 : Le Chevalier et la Dame de Carlo Goldoni, avec Chloé Berthier, Antoine Cholet, Olivier Breitman, Aurélien Houver, Sophie Tellier, Vincent Talon, Cécile Camp, Jean-Luc Revol, Jean-Marie Cornille, Ariane Pirie, Frédéric Chevaux - La Maison/Nevers, tournée.

### Mises en scène

#### Au sein de la compagnie TCF
- 1987 : Pacific champagne de Jean-Luc Revol, avec Bernard Jeanjean, Marie-christine Letort, Jean-Luc Revol, Dominique Delaroche, Evelyne Marceau... - Festival off Avignon - Théâtre de Nevers
- 1988 : Une station service de Gildas Bourdet, avec Dominique Delaroche, Marie-christine Letort, Catherine Dédé, Jean-Luc Revol, Alban Guitteny, Evelyne Marceau, Bernard Jeanjean, Patrick Miriel, Patrick Brossard... - Ecole Florent - Théâtre de Nevers
- 1989 : La comédie des erreurs de William Shakespeare, avec Grégoire Vigneron, Florence Muller, Marie-christine Letort, Alban Guitteny, Patrick Miriel, Patrick Brossard, Sandrine Capitaine, Jérôme Leguillier, Bernard Jeanjean... - Ecole Florent - Théâtre de Nevers
- 1990: La Manie de la Villégiature de Goldoni, avec Philippe Thémiot, Régis Chaussard, Emmanuel Collin, Marie-Christine Letort, Louise Jolly, Christophe Dolbaut, Jean-Marie Six - Collectif Théâtre Nièvre - Création cour du musée à Nevers - Tournée dans la Nièvre et en Bourgogne
- 1990 : Le petit-maître corrigé de Marivaux, avec Eric Wapler, Anne Baleyte, Louise Jolly, Jean-Luc Revol, Marie-Christine Letort, Alain Sportiello, Françoise Became, Nicholas Bilder – ECAM – Kremlin-Bicêtre - Théâtre de Nevers
- 1991 : Théâtre de Foire d'Alain-René Lesage, avec Lionel Abelanski, Bernard Jeanjean, Jean-luc Revol, Louise Jolly, Marie-Christine Letort, Olivier Breitman, Bobette Levesque – Tournée dans la Nièvre et en Bourgogne
- 1992 : La princesse d'Elide de Molière, avec Nathalie Hugon, Olivier Breitman/Eric Chimier, Jean-Luc Revol, Agnès Bove/Marie Vinoy, Idith Cebula/Judith Elzein, Valérie Benguigui/Valérie Dashwood, Eric Théobald/Christian Gaïtch, Louise Jolly, Daniel San Pedro/José-Antonio Pereira, Catherine Wyszinski/Marina Foïs, David Pougnaud-barillon/Franck Jazédé - Création cour du Musée à Nevers - Festival d'Avignon - Tournée
- 1993 : Le plus heureux des trois d'Eugène Labiche, avec Valérie Benguigui, Eric Wapler, Lionel Abelanski/Jean-Yves Roan, Louise Jolly/Idith Cébula, Agnès Bove, Jean-Luc Revol, Nathalie Hugon, Olivier Breitman/Franck Jazédé – ECAM Kremlin-Bicêtre - Théâtre de Nevers - Tournée
- 1994 : L'heureux stratagème de Marivaux, avec, Nathalie Hugon, Judith El zein, Marina Foïs, Louise Jolly/Valérie Moureaux, Franck Jazédé, Jean-luc Revol, José-Antonio Pereira, Eric Chimier/Damien Dorsaz – Création au Théâtre de Nevers - Festival d'Avignon - Etoile du Nord -Comédie des Champs-Élysées – Paris - Tournée
- 1995 : Les heures blêmes d'après Dorothy Parker, avec Marie-Christine Letort, Marina Foïs, Erick Deshors, Nathalie Hugon, Jean-Luc Revol, Louise Jolly, Valérie Kéruzoré - Création au théâtre de Nevers – Étoile du Nord – Paris
- 1997 : La Tempête de William Shakespeare, avec Michel Duchaussoy, Jean Marais[n 1] remplacé par Georges Wilson, Martine Sarcey/Nadine Alari, Nathalie Hugon, Christophe Garcia, José-Antonio Pereira, Daniel San Pedro, Jean-Yves Roan, Jean-Luc Revol, Elrik Thomas, Fabrice Rodriguez, Henri Delmas, Alexandre Bonstein – Théâtre National de la Criée – Marseille - Tournée.
- 1999 : Les 30 millions de Gladiator d'Eugène Labiche, avec Marianne Epin/Christina Rosmini, Raymond Acquaviva, Marie-Christine Letort, Daniel San Pedro/Eric Théobald, Rose Thierry/Louise Jolly, Jean-Luc Revol, Isabelle Thomas, Olivier Breitman/Dominique Plaideau, Jean-Yves Roan/Jean-Marie Cornille, Vincent Talon, Patrick Laviosa - Théâtre de la Madeleine - Théâtre National de Marseille La Criée - MCNN Nevers - Tournée.
- 2000 : Le voyage en Italique de Lydie Agaesse avec Valérie Moureaux, Louise Jolly, Olivier Broda – Maison de la Culture de Nevers - Tournée départementale et régionale
- 2000 : La farce enfantine de la tête du dragon de Ramón María del Valle-Inclán, avec Isabelle Thomas/Marie Denarnaud, José-Antonio Pereira, Jean-Marie Cornille, Vincent Talon, Elrik Thomas/Frank Jazédé, Valérie Moureaux/Louise Jolly – MCNN Nevers - Etoile du Nord/Paris -Tournée - Festival d'Avignon
- 2001 : Tartuffe ou l'Imposteur de Molière, avec Xavier Gallais, Marie-Christine Letort, Louise Jolly, Christian Sinniger/Raymond Acquaviva, Laurent Courtin, Marie Denarneau/Elise Ostenberger, Eric Chimier, Henri Delmas/Jean-Marie Cornille, Philippe Macaigne, Pascale Liévyn, Salvatore Ingoglia/Eric Théobald – Maison de la Culture de Nevers - Tournée
- 2002 : Visiteurs de Botho Strauss, avec Thibault Corrion, Marie-Christine Letort, Philippe Macaigne, Nathalie Hugon, Jean-Paul Zennacker, Agnès Proust, Jean-Luc Revol, Nicolas Larzul – Étoile du Nord – Paris - MCNN Nevers
- 2003 : Conquistadores d’après Antoine Martin, avec Jean-Marie Cornille – Festival d'Avignon - MCNN Nevers - ECAM Kremlin-Bicêtre
- 2003-2004 : La fameuse invasion de la Sicile par les ours d'après Dino Buzzati, avec Franck Jazédé, Laurent Courtin, Vincent Talon, José-Antonio Pereira, Jean-Luc Revol/Jean-Marie Cornille, Antoine Cholet – MCNN Nevers - Étoile du Nord/Paris - Tournée.
- 2005 : Vincent River de Philip Ridley, avec Cyrille Thouvenin et Marianne Epin – Théâtre du Marais – Paris
- 2006 : Le Cabaret des hommes perdus de Christian Siméon, musique de P. Laviosa, avec Alexandre Bonstein, Jérôme Pradon/David Macquart, Sinan Bertrand et Denis D'Arcangelo/Jean-luc Revol – Théâtre du Rond-Point - Pépinière Opéra – Paris - Tournée.
- 2007 : Le préjugé vaincu de Marivaux, avec Olivier Broda, Marie-Julie de Coligny, Cédric Joulie, Louise Jolly, Anne-Clélia Salomon/Anne-Laure Pons – Maison de la Culture de Nevers - Festival d'Avignon - Tournée - Théâtre Mouffetard – Paris
- 2008 : Pour un oui ou pour un non (extrait) de Nathalie Sarraute, avec Marie-Christine Letort et Romain Poli – Festival du mot – La Charité-sur-Loire
- 2009 : L'inspecteur Whaff de Tom Stoppard, avec Anne Bouvier, Jacques Fontanel/Gil Galliot, Valérie Moureaux, Viviane Marcenaro, Elrik Thomas, Jean-Luc Revol, Pierre Deladonchamps, Eric Théobald/ Antoine Cholet – Création MCNN Nevers -Théâtre Tristan Bernard/Paris – Tournée
- 2010 : La nuit d'Elliot Fall de Vincent Daenen, avec Denis D'Arcangelo, Sinan Bertrand/Mathieu d'Aurey, Sophie Tellier, Christine Bonnard, Olivier Breitman, Flannan Obé – MCNN Nevers - 20e Théâtre – Paris - Tournée
- 2011 : Hamlet de William Shakespeare, avec Philippe Torreton, Catherine Salviat, Cyrille Thouvenin, Georges Claisse, Jean-Marie Cornille, Anne Bouvier, Franck Jazédé, Vincent Talon, Romain Poli, Elrik Thomas/Christophe Garcia, José-Antonio Pereira, Régis Romele/Antoine Cholet, Frédéric Chevaux/Yann Burlot, Jean-Luc Revol – Les fêtes nocturnes du château de Grignan - MCNN Nevers -Tournée
- 2012 : Les 2 G, artistes de Music-hall de et avec Denis d'Arcangelo et Jean-luc Revol, Mise en scène d'Agnès Boury – Création MCNN Nevers - Festival d'Avignon - Théâtre du Petit Saint Martin – Paris - Tournée
- 2014 : Thomas quelque chose de Frédéric Chevaux, avec Geoffrey Palisse, Cédric Joulie, Louise Jolly, Valérie Moureaux, Marie-Julie de Coligny – Création Maison de la Culture de Nevers - Tournée - Festival Avignon 2017.
- 2019 - Les trois cochons et le dernier des loups de Frédéric Chevaux, avec Cédric Joulie, Olivier Breitman, José-Antonio Pereira, Nicolas Gaspar - Création La Maison/Nevers - Etoile du Nord/Paris - Tournée.
- 2022 : Le Chevalier et la Dame de Carlo Goldoni, avec Chloé Berthier, Antoine Cholet, Olivier Breitman, Aurélien Houver, Sophie Tellier, Vincent Talon, Cécile Camp, Jean-luc Revol, Jean-Marie Cornille, Ariane Pirie, Frédéric Chevaux - La Maison/Nevers, tournée.
- 2023 : Le pèlerinage à Ste Caquette et autres farces (grivoises) du moyen-âge, anonymes, avec Antoine Cholet, Louise Jolly, Valérie Moureaux et Vincent Talon - La Maison/Nevers - Tournée départementale.

#### Hors de la compagnie TCF
- 1989: Parfum de scandale de Brigitte Lahaie, avec Brigitte Lahaie et Jean-luc Revol - Plateau 26 - Paris.

- 1997-1998 : Qui a peur de Virginia Woolf ? d'Edward Albee, avec Judith Magre, Niels Arestrup, Isabelle Thomas, Didier Mérigou – Tournée
- 2001 : La valse à Manhattan d'Ernest Thompson, avec Danielle Darrieux, Dominique Lavanant, Judith El Zein, Serge Ridoux, Julien Drach – Tournée
- 2002 : Al-Andalus, le jardin des lumières de Daniel San Pedro et Christina Rosmini – Festival d'Avignon
- 2006 : D'amour et d'Offenbach de Tom Jones, adaptation de Stéphane Laporte, avec Manon Landowski, Raymond Acquaviva, Gilles Vajou/Jean-Paul Bordes et Hervé Lewandoski – Théâtre 14 - Paris -Tournée.
- 2007 : Collaborateur artistique de Philippe Torreton pour Dom Juan de Molière, mise en scène de Philippe Torreton – Théâtre Marigny – Paris
- 2007 : Mise en espace de Vampires de Christian Siméon, avec Nada Strancar, Chloé Lambert, Laurent d'Olce, Christophe Garcia, Judith El Zein, Isabelle Thomas et Jean-Luc Revol – Festival de NAVA 2007
- 2008 : Un couple idéal de Jean-Marie Besset, mise en espace – Festival Nouveaux Auteurs dans la Vallée de l’Aude, avec Pierre Cassignard, Edith Scob, François Martouret
- 2008 : Mise en espace/Lecture de Courbet l'enragé d'Emmanuel Robert-Espalieu, avec Sara Giraudeau et Michel Fau au Festival des Correspondances de Grignan
- 2008 : Une souris verte (The little dog laughed) de D. Carter Beane, adaptation de J.M.Besset, avec Raphaëline Goupilleau, Julie Debazac, Edouard Collin et Arnaud Binard – Théâtre Tristan Bernard – Paris
- 2010 : Rendez-vous (She loves me) de Joe Masteroff, Jerry Bock et Sheldon Harnick, avec Kad Merad, Magali Bonfils, Alyssa Landry, Laurent Lafitte, Pierre Santini, Andy Cocq, Paolo Domingo, Lauri Lupi, Jean-Michel Fournereau, François Beretta, Grégory Gonnel, Olivier Tiago, Sofia Naït, Mélusine, Laure Balon – Théâtre de Paris
- 2010 : Non, je ne danse pas ! de Lydie Agaesse, avec Florence Pelly, Ariane Pirie, Christine Bonnard, Magali Bonfils – La Pépinière Théâtre - Paris
- 2012 : Narcisse de Jean-Jacques Rousseau, avec Valérie Thoumire, Anne-Laure Pons, Richard Bartolini, Marie-Julie de Coligny, Olivier Broda, Louise Jolly, Cédric Joulie – Comédie de Ferney-Voltaire - Maison de la Culture de Nevers - Festival d'Avignon  - 20e Théâtre – Paris - Tournée
- 2012 : Dites-le avec des plumes ! Carte Blanche au cabaret et au Music-hall, avec Les Frangines, Mme Raymonde, Charlène Duval, Florence Pelly, Caroline Loeb, Fabienne Guyon, Sylvia Bergé, Magali Bonfils, Les deux G, Arno, Diane Dugard, Laurent Beretta, Le trio Héraklès, Marika Manzotti, Happy rock'n'roll et ses happy girls – Maison de la Culture de Nevers
- 2013 : Le Chien des Baskerville de Conan Doyle, avec Olivier Minne, Frédéric Chevaux, Isabelle Thomas, Olivier Breitman, Anny Vogel, Jean-Marie Cornille, Vincent Talon, David Macquart, Eric Guého – Théâtre de la Tête d'Or – Lyon - Tournée.
- 2013 : Même pas vrai de Sébastien Blanc et Nicolas Poiret, avec Raphaëline Goupilleau, Bruno Madinier, Anne Bouvier, Valérie Zaccomer, Thomas Maurion, Christophe Guybet – Théâtre de la Tête d'Or - Lyon - Théâtre Saint-Georges - Paris - Tournée
- 2014 : Où donc est tombée ma jeunesse ? d'après Les poètes de la grande guerre de Jacques Béal, avec Tchéky Karyo, Edmund Hastings, Edward Liddall, Michael Foyle – Comédie de Picardie – Amiens - Festival de Brighton - Tournée en Picardie.
- 2014 : Quatre minutes de Chris Kraus, avec Andréa Ferreol, Pauline Leprince, Erick Deshors, Laurent Spielvogel – Théâtre La Bruyère – Paris.
- 2015 : Le Roi Lear de William Shakespeare, avec Michel Aumont, Bruno Abraham-Kremer, Marianne Basler/Sophie Tellier, Agathe Bonitzer/Chloé Berthier, Anne Bouvier, Olivier Breitman, Frédéric Chevaux, Denis D'arcangelo, Arnaud Denis, Jean-Paul Farré, Nicolas Gaspar, Eric Guého, Martin Guillaud, José-Antonio Pereira, Eric Verdin - Théâtre de la Madeleine - Paris - Tournée.
- 2016 : L'éventail de Lady Windermere d' Oscar Wilde, avec Alessandra Martines, Julie Cavanna, Olivier Breitman, Arnaud Denissel, Vincent Talon, Anny Vogel, Eric Guého - Théâtre de la Tête d'Or - Lyon - Tournée.
- 2017 : Comme s'il en pleuvait de Sébastien Thiéry, avec Lionnel Astier, Véronique Boulanger, Aude Thirion, Eric Boucher - Théâtre de la Tête d'Or - Lyon - Tournée.
- 2017 : Mise en espace/Lecture de Colette et Willy de Gérard Bonal, avec Helena Noguerra et Xavier Gallais - Théâtre de la Pépinière Paris.
- 2017 : Jeanne de Jean Robert-Charrier, avec Nicole Croisille, Florence Muller, Charles Templon/Brice Hillairet, Geoffrey Palisse - Théâtre du Petit Saint Martin - Paris.
- 2018 : La cage aux folles de Jean Poiret, avec Andy Cocq, Yann de Monterno, Denis d'Arcangelo, Julien Floreancig, Anny Vogel, Thierry Laurion, Jean-Yves Roan, Charline Freri, Laurence Pierre, Gregory Amsis, Vincent Talon - Théâtre de la tête d'Or - Lyon - Tournée.
- 2023 : Chère insaisissable de Sophie Tellier, avec Sophie Tellier et Patrick Laviosa ou Luc Betton - Festival d'Avignon - Théâtre du Lucernaire Paris - Tournée.

#### Opéras et spectacles musicaux
- 1993 : La fille de Mme Angot de Charles Lecocq – Festival d'Argenteuil
- 1997 : Le manège de glace de Manon Landowski – Opéra-Comique Paris
- 2001 : Les Péchés de la vieillesse de Gioachino Rossini – Théâtre de Nevers
- 2002 : Don Pasquale de Gaetano Donizetti – Opéra de Dijon - Opéra de Massy
- 2004 : Le toréador d'Adolphe Adam – Théâtre de Longjumeau
- 2006 : Le Cabaret des hommes perdus de Christian Siméon, Musique de Patrick Laviosa – Théâtre du Rond-Point - Pépinière Opéra – Paris - Tournée
- 2006 : D'amour et d'Offenbach de Tom Jones – Théâtre 14 – Paris.
- 2010 : La nuit d'Elliot Fall de Vincent Daenen – Vingtième théâtre – Paris.
- 2010 : Rendez-vous (She loves me) de Jerry Bock, Sheldon Harnick et Joe Masteroff – Théâtre de Paris
- 2010 : Non, je ne danse pas ! de Lydie Agaesse – Pépinière Théâtre – Paris.
- 2012 : Dites-le avec des plumes (voir rubrique "Spectacles hors compagnie TCF")
- 2012 : Les 2 G, artistes de Music-hall de Denis d'Arcangelo et Jean-Luc Revol – Festival d'Avignon - Théâtre du Petit Saint Martin – Paris - Tournée
- 2013 : Entre mes draps de Florence Pelly – Théâtre de Suresnes
- 2014 : Où donc est tombée ma jeunesse ? de Jacques Béal – Comédie de Picardie – Amiens
- 2023 : Chère insaisissable de Sophie Tellier, avec Sophie Tellier et Patrick Laviosa ou Luc Betton - Festival d'Avignon - Théâtre du Lucernaire Paris - Tournée.

## Filmographie
- 1988 : Bonjour l'angoisse de Pierre Tchernia
- 1988 : Typhon sur les empyreumes d'Haydée Caillot (C.M)
- 1989 : Les jeux de société, téléfilm d'Éric Rohmer (assistant réalisateur)
- 1991 : Le Conte d'hiver, d'Éric Rohmer (comédien et assistant réalisateur)
- 1992 : La règle du Je de Françoise Etchegarray :
- 1993 : L'anniversaire de Paula d'Haydée Caillot (C.M)
- 1995 : Les Cordier : La mémoire blessée, téléfilm de Gilles Béhat
- 1995 : Le cri de la soie d'Yvon Marciano
- 1996 : Berjac : Coup de théâtre, téléfilm de Jean-Michel Ribes
- 1996 : Caméléone de Benoît Cohen
- 1996 : Julie Lescaut : La fête de mères, téléfilm de Josée Dayan : homme RAID
- 1998 : Joséphine ange-gardien : Le tableau noir, téléfilm de Laurent Dussaux
- 1998 : Pension des oiseaux de Dominique Champetier (C.M)
- 1999 : J'arrête pas d'arrêter de Pierre Junières (C.M)
- 2000 : Pique-nique d'Eric Théobald (C.M), avec Michèle Bernier et Pascal Elbé
- 2000 : Maman est partie de Nicolas Tsavlitski (C.M)
- 2001 : Marche ou rêve de Paul Carpita
- 2002 : Le Juge est une femme : Juge contre juge, téléfilm de Pierre Boutron
- 2002 : Le chant des brumes d'Emmanuel Bellegarde (C.M)
- 2003 : Avocats et associés : Enfance volée, téléfilm de Patrick Garnier
- 2004 : Commissaire Cordier : Un crime parfait, téléfilm de Bertrand van Effenterre
- 2004 : Les trois pères, téléfilm de Stéphane Kappes
- 2004 : Faites comme chez vous, Série-téléfilm de P. Heylbroeck et Gil Galliot
- 2004 : Le démon de midi de M.P.Osterrieth et Michelle Bernier
- 2006 : Le clan Pasquier, téléfilm de Jean-Daniel Verhaeghe
- 2006 : Plus belle la vie, série (2 épisodes) : Sepp Baudel
- 2006 : Sauveur Giordano : Aspirant officier, téléfilm de Bertrand van Effenterre
- 2007 : À droite toute, téléfilm de Marcel Bluwal
- 2008 : X raisons, clip-vidéo de Christian Kiappe, réalisation Philippe Calvario/Rheda
- 2011 : Julie Lescaut : Pauvre petite fille riche, téléfilm d'Alain Choquart
- 2017 : Quand je serai grand de Jeremy Circus

### Publicités
- 1995 : Valda de Valérie Lemercier
- 1997 : Rhinofébral (le vaisseau spatial/Commandant Mitchell) de Dante Desarthe
- 1999 : Lipton Secret garden (le grand vizir) de Dante Desarthe
- 2001 : Aquafresh de Dante Desarthe

## Distinctions
- Prix Adami en 2004 pour la Compagnie TCF
- Molières 2007 : Molière du spectacle musical pour Le Cabaret des hommes perdus
- Molières 2007 : Nomination au Molière du metteur en scène pour Le Cabaret des hommes perdus
- Prix de la Meilleure Comédie Musicale originale pour Le Cabaret des hommes perdus aux Musicales de Béziers 2007
- Molières 2011 : Nomination au Molière du spectacle musical pour La Nuit d’Elliot Fall
- Prix SACD 2011 : Prix de la mise en scène de la SACD
- Trophées de la comédie musicale 2025 : Prix du meilleur spectacle musical pour Chère insaisissable